# Superhydrofobe coating
Een superhydrofobe coating is een waterafwerende laag, die bestaat uit superhydrofobe materialen. Vaak bestaat deze uit composiet materiaal, waar de ene component zorgt voor ruwheid, en de andere component voor de lage oppervlakte-energie.

## Superhydrofobe oppervlakken
Een duidelijk voorbeeld van een superhydrofobe oppervlak is de lotusbloem. De bladeren van deze bloem maken een contacthoek van meer dan 150° met de waterdruppel, waardoor de druppels makkelijk afvallen. De waterdruppel neemt dan ook bijkomend stof mee, waardoor deze ook een zelfreinigend effect heeft. 

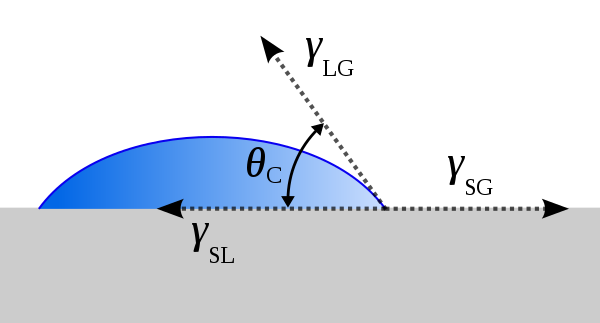
Waterdruppel op een substraatoppervlak omringd door gas. De contacthoek, θ, is de hoek gevormd door de vloeistof in het driefasig gebied.

De contacthoek, zoals hierboven aangehaald, is een belangrijk aspect van superhydrofobe oppervlakken. Om dit te illustreren beschouwen we een druppel op een vast oppervlak, omringd door gas.  
De contacthoek θ wordt gedefinieerd als de hoek tussen de vaste oppervlak en de raaklijn van de vloeistof bij het punt waar de drie fasen aanwezig zijn. γSL, γLG en γSG stellen de oppervlaktespanning voor tussen respectievelijk vast-vloeibaar, vloeibaar-gas, en vast-gas, uitgedrukt in J/m². γSG wordt ook wel beschouwd als oppervlakte-energie en is inherent aan het materiaal zelf (ruw of glad).
In 1805 heeft Thomas Young het volgende verband gevonden:
{\displaystyle \gamma _{SG}=\gamma _{SL}+\gamma _{LG}\cos(\theta )}
Met Young’s vergelijking kunnen we besluiten of een oppervlak hydrofoob of hydrofiel is. Als γSG kleiner is dan γSL, dan is de contacthoek meer dan 90°, zodat het oppervlak van nature hydrofiel is. Omgekeerd, als γSG groter is dan γSL , dan is de contacthoek minder dan 90°, zodat het oppervlak van nature hydrofoob is.
De ruwe oppervlakken met een lage oppervlakte-energie γSG zorgen dus voor een hoge θ, en zijn eerder geschikt voor hydrofobe toepassingen.

## Materialen
De meest gebruikte materialen voor superhydrofobe coatings zijn de volgende:
- Polystyreen mangaanoxide (MnO2 / PS)
- Zinkoxide polystyreen (ZnO / PS) nano-composiet
- Neergeslagen calciumcarbonaat
- Silica nano-coating
- Koolstof nanobuis structuren

### Silica
Silica is het makkelijkst om te hanteren. Het is namelijk een gel waarin een object kan gedipt worden of kan gebruikt worden als spray. De doorzichtige super-hydrofobe coating kan gebruikt worden op ramen (glas in het algemeen), voertuigen en dergelijke.

### Neergeslagen calciumcarbonaat
PCC (precipitated calcium carbonate, CaCO3), of neergeslagen calciumcarbonaat, komt overeen met een gepurificeerde en verfijnde vorm van calciumcarbonaat. PCC ontstaat door een thermochemische oppervlaktebehandeling dat koolstof inbrengt in calciumhydroxide. Dit proces heet ook “the milk of lime proces”. Het concept van dit proces luidt als volgt:  
{\displaystyle {\ce {CaCO3 + warmte -> CaO + CO2}}}
Toevoegen van water aan calciumoxide om calciumhydroxide te bekomen:
{\displaystyle {\ce {CaO + H2O -> Ca(OH)2}}}
Het combineren van de bekomen reactieproducten van de twee reacties, resulteert in het neerslaan van CaCO3:
{\displaystyle {\ce {Ca(OH)2 + CO2 -> CaCO3 + H2O}}}
Aangezien het calciumcarbonaat eerst moet worden gedolven, kan het onzuiverheden bevatten. Door dit proces uit te voeren wordt het calciumcarbonaat gepurificeerd. Dit is de eerste reden waarom dit proces plaatsvindt. Bovendien wordt dit ook gedaan omdat het proces de stof toelaat om verschillende vormen van kristallen aan te nemen. De vormbepalende factoren zijn: temperatuur, druk, agitatie (bewegingsmogelijkheid). Elk kristal heeft verschillende fysische eigenschappen, zoals poederdensiteit bijvoorbeeld. De verschillende vormen van PCC kunnen als functioneel additief gebruikt worden bij rubber, plastiek en zelfs adhesieve stoffen. In het PCC proces kunnen de producten klein en uniform worden gemaakt met grote oppervlakten en hoge olie absorptiecapaciteit.  Het toevoegen van een vetzuur zorgt ervoor dat het stof zich meer kan verspreiden in een andere stof. Deze eigenschap kan worden gebruikt bij een superhydrofobe coating. Wordt er bij een poreuze stof een PCC met organische stof aangebracht, dan zal de PCC zich als een waterafstotende stof gedragen. Bovendien zorgt het toevoegen van een organische stof ook voor een verhoogde compatibiliteit met de stof waarop de PCC wordt aangebracht. De werking wordt op die manier geoptimaliseerd.

## Toepassingen

### Weerstandsvermindering[3]
In de vlieg-, voer- en vaartuigindustrie worden superhydrofobe coatings gebruikt om CO2 verbruikt te verminderen. De vlieg-, voer- en vaartuigen verplaatsen zich door lucht en/of water. De lucht en het water bieden een weerstand, de tegenwerkende kracht. Als men deze kracht kan verminderen dan zal de motor ook een minder grote tegenwerkende kracht moeten overwinnen.
Door een superhydrofobe coating aan te brengen zullen de contacthoeken met het water met het substraat (bv. Carrosserie bij voertuigen) vergroten tot rond de 160°. De waterdruppels zullen hierdoor een meer sferische vorm hebben en zullen makkelijker van het substraat afrollen. Dit biedt een kleinere weerstandscoëfficiënt, waardoor de tegenwerkende kracht proportioneel mee zal verkleinen, daar deze laatste een lineaire functie is van de weerstandscoëfficiënt.

### Zelfreinigende oppervlakken[4]
Superhydrofobe coatings kunnen ook gebruikt worden om voordeel te nemen uit het “self-cleaning” aspect van de coating. Deze toepassing zorgt ervoor dat substraatoppervlakken waarop de coating wordt aangebracht proper worden gehouden.
Self-Cleaning Technology (SCT) wordt gebruikt bij o.a. zonnepanelen of de voorruit van een auto. Dit is nodig om, in het eerste geval, het energiewinnende proces te maximaliseren (hoe vuiler de zonnepanelen, hoe minder zonne-energie deze kunnen opnemen), of, in het tweede geval, ervoor te zorgen dat de transparantie van de ruiten niet wordt aangetast.
SCT houdt in dat de waterdruppels, die worden afgestoten door de coating, de vuiligheden die zich vormen op het substraat kunnen verwijderen. De grootste moeilijkheden voor deze toepassing zijn duurzaamheid en stabiliteit. Hiermee wordt bedoeld dat SCT zijn functie kan verliezen wanneer er zich te extreme omstandigheden voordoen gedurende een al dan niet lange periode. Een oplossing voor deze moeilijkheden werd en wordt deze jaren grondig onderzocht, en superhydrofobe lagen worden dus op dit aspect, en vele andere, met de jaren telkens verbeterd.

## Referentie
1. ↑  (en) Young, T, "An Essay on the Cohesion of Fluids". The Royal Society Publishing (01 january 1805). Geraadpleegd op 29/04/2020.
2. ↑  (en) Amrita Hooda, M.S.Goyat Jitendra ,Kumar Pandey ,Adesh Kumara ,Rajeev Gupta. A review on fundamentals, constraints and fabrication techniques of superhydrophobic coatings. ScienceDirect.
3. ↑  (en) Kh.Moaven, M. Rad, M.Taebi-Rahni (November 2013). Experimental investigation of viscous drag reduction of superhydrophobic nano-coating in laminar and turbulent flows. ScienceDirect.
4. ↑  (en) Sanjeev P. Dalawai, Mohamed Aly Saad Aly, Sanjay S. Latthe, Ruimin Xing, Rajaram S. Sutar, Saravanan Nagappan, Chang-Sik Ha, Kishor Kumar Sadasivuni, Shanhu Liu (January 2020). [Sanjeev P. Dalawai, Mohamed Aly Saad Aly, Sanjay S. Latthe, Ruimin Xing, Rajaram S. Sutar, Saravanan Nagappan, Chang-Sik Ha, Kishor Kumar Sadasivuni, Shanhu Liu, Progress in organic coatings 138 (2020), Recent Advances in durability of superhydrophobic self-cleaning technology: A critical review.  https://www.sciencedirect.com/science/article/pii/S0300944019306605?via%3Dihub Recent Advances in durability of superhydrophobic self-cleaning technology: A critical review].